# Vincent Aind
Vincent Aind (Kalchini, Bengala Occidental, 30 de enero de 1955) es un prelado católico indio. Desde el 30 de diciembre de 2023 se desempeña como arzobispo de Ranchi. Anteriormente, estuvo al frente de la diócesis de Bagdogra.

## Biografía
Aind se licenció en Economía en el St. Joseph's College de Darjeeling. Se licenció en Filosofía en el Morning Star Regional Seminary de Barrackpore. Es licenciado en Filosofía por Jnana-Deepa y doctor en Filosofía por la Pontificia Universidad Gregoriana. Completó sus estudios de teología en el St. Joseph's Seminary de Mangalore.
Fue ordenado sacerdote el 30 de abril de 1984. Fue nombrado obispo de la diócesis de Bagdogra el 7 de abril de 2015 por el Papa Francisco, siendo consagrado el 14 de junio por Telesphore Placidus Toppo.
Es consultor y miembro del Consejo Diocesano de Asuntos Económicos de la diócesis de Jalpaiguri y secretario regional de la Comisión del Clero, Religiosos y Seminaristas de la Conferencia Episcopal Regional de Bengala Occidental. Es miembro del Equipo Editorial y del Comité Ejecutivo de la Asociación de Filósofos Cristianos de la India.
El Papa Francisco lo nombró arzobispo de Ranchi el 30 de diciembre de 2023.